# Charles Hyacinthe Dupuy
Pour les articles homonymes, voir Dupuy.

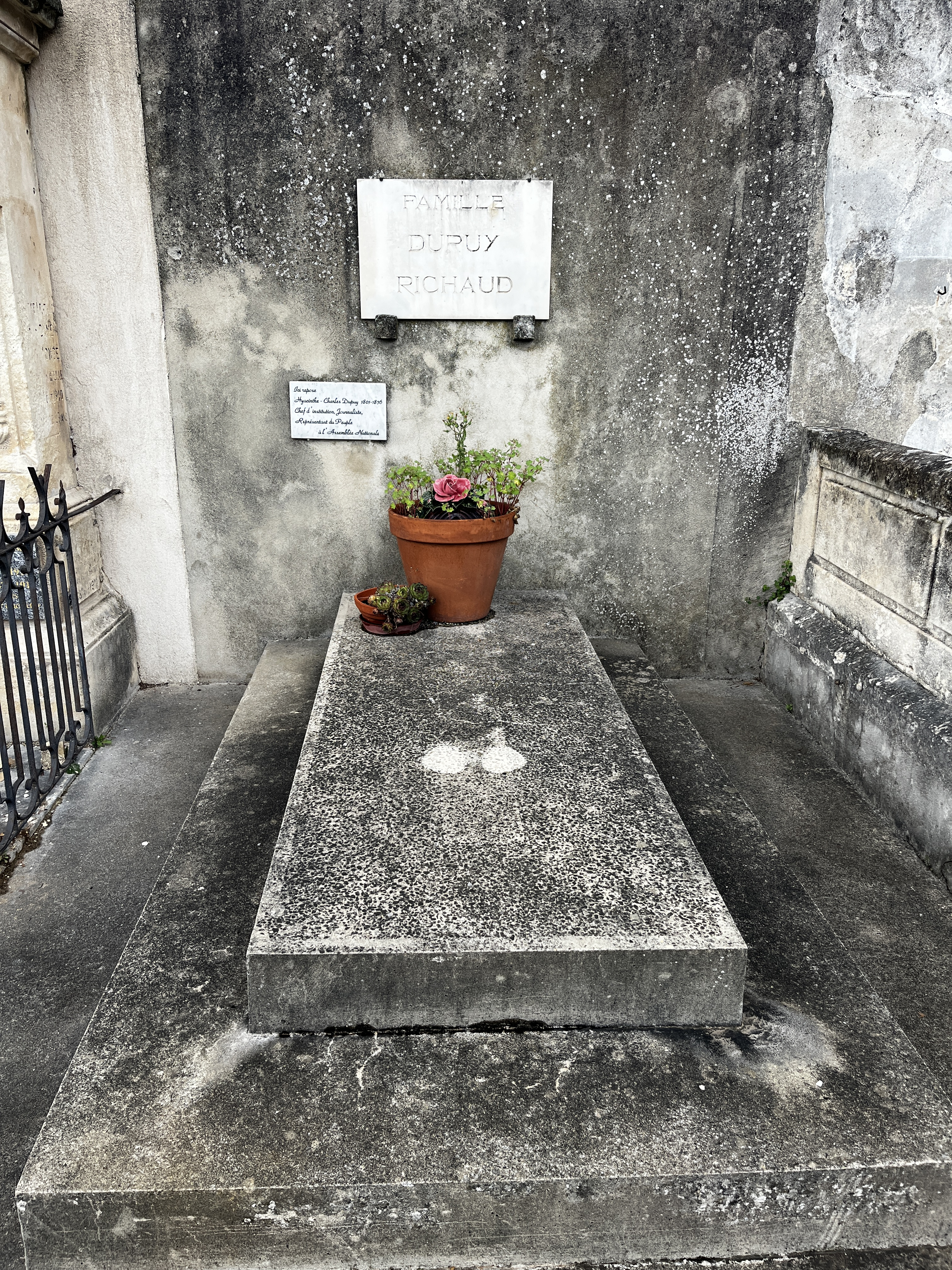
Sépulture de Hyacinthe Charles Dupuy au cimetière communal de Nyons (26)

Charles Hyacinthe Dupuy est un homme politique français, né le 11 septembre 1801 à Carpentras (Vaucluse) et décédé le 30 janvier 1876 à Nyons (Drôme).
Directeur d'une institution à Nyons, il collabore à de nombreux journaux. Il est élu représentant de la Drôme le 2 juillet 1871 et siégea à l'Union Républicaine.

## Sources
- « Charles Hyacinthe Dupuy », dans Adolphe Robert et Gaston Cougny, Dictionnaire des parlementaires français, Edgar Bourloton, 1889-1891 [détail de l’édition]